# Fismes

Fismes este o comună în departamentul Marne, Franța. În 2009 avea o populație de 5,377 de locuitori.